# Cyclantipha ornata
Cyclantipha ornata là một loài bọ cánh cứng trong họ Chrysomelidae. Loài này được Labossiere miêu tả khoa học năm 1932.